# 中山慶子
中山慶子（日语：／ Nakayama Yoshiko；1836年1月16日—1907年10月5日），是明治天皇睦仁的生母，號中山一位局。她是權大納言中山忠能（1809－1888）的次女，母親是平戶藩主松浦清（靜山）的第十一女愛子，祖母是松平定信之女。被授予侯爵之位的忠愛是其長兄，而天誅組的主將忠光是她的同母弟。

## 生平
她生於京都的石樂師，被寄養在八瀨鄉里。十七歲時，被召入宮中，擔任典侍，賜名「安榮」。後來得到孝明天皇的寵幸而有孕，於1852年9月22日，在娘家中山邸產下皇子祐宮（後來的明治天皇）。中山家為了慶子回娘家生產，還特地花了兩百石在家中建築產房，其中絕大部份的錢是借來的。
祐宮誕生後，便留在中山邸養育，直到五歲時才回皇宮，住在慶子的宮殿裡。之後孝明天皇的後宮沒有再生育其他男子，便在1860年7月10日，敕令祐宮做准后女御九條夙子的「實子」，並在同年9月28日封他為親王，命名「睦仁」。
慶應三年（1867年）正月九日，慶子所生的明治天皇即位。同年四月，慶子以生病為由辭去典侍的位子。明治元年（1868年）8月4日，她敘任從三位，並被賜予食祿五百石與住宅用地。第二年的9月7日，她敘任從二位，並在明治三年（1870年）九月，隨著遷都而移住東京。
1879年，嘉仁親王（後來的大正天皇）出生，一直到1889年之間，由慶子負責養育親王，並在1889年敘任從二位。
明治維新以後，廢除了女院稱號的使用，但是做為國母，她得到了相當程度的待遇。1900年正月十五日，敘任從一位，並在正月十七日時，做為人臣她首次被授予勳一等寶冠章。1907年10月5日，她在東京青山南町的府邸過世，享年71歲，葬在豐島岡墓地。